# Evert Lager
John Evert Emanuel "Peve" Lager, född 15 juli 1907 i Norrköpings Sankt Olai församling, död 1964, var en svensk fotbollsspelare.
Lager representerade i många år IFK Norrköping, och spelade för klubben i Allsvenskan 1926/1927–1929/1930 och 1935/1936–1936/1937. Sammanlagt gjorde han 100 allsvenska matcher (54 mål) för klubben.